# Mr. Olympia
Mr. Olympia est le titre attribué au vainqueur de la partie culturisme professionnel du Joe Weider's Olympia Weekend — une compétition internationale de culturisme organisée tous les ans par la Fédération internationale de bodybuilding et fitness (IFBB). Ce titre est considéré comme étant la plus haute distinction dans la pratique du culturisme professionnel.

## Historique et caractéristiques
La compétition a été créée par Joe Weider pour permettre aux vainqueurs du titre de Mr. Univers de continuer à concourir et de gagner de l'argent. Le premier concours de Mr. Olympia s'est tenu le 18 septembre 1965 à l'Académie de Musique de Brooklyn, à New York, où Larry Scott remporta le premier de ses deux titres consécutifs.
Le nombre de victoires record est de huit, détenu par Lee Haney (1984-1991) et Ronnie Coleman (1998-2005). Samson Dauda est l'actuel détenteur du titre de Mr. Olympia.
Il existe un titre de Ms. Olympia décerné aux femmes  culturistes, ainsi qu'un titre de Fitness Olympia (jugé sur des critères esthétiques et la performance athlétique), de Figure Olympia (jugé sur des critères esthétiques) et de Bikini Olympia (jugé sur des critères esthétiques). Les cinq concours ont lieu au cours du même week-end.
Durant les années 1998 et au début des années 2022, il existait un titre de Masters Olympia.
Les primes ont augmenté d'année en année, passant de 1 000 $ en 1965 à 400 000 $ depuis 2015.
| #  | Année | Gagnant(s)                                             | Gagnant(s)                       | Prix     |
| -- | ----- | ------------------------------------------------------ | -------------------------------- | -------- |
| 1  | 1965  | Larry Scott                                            | Larry Scott                      | $1,000   |
| 2  | 1966  | Larry Scott                                            | Larry Scott                      | $1,000   |
| 3  | 1967  | Sergio Oliva                                           | Sergio Oliva                     | $1,000   |
| 4  | 1968  | Sergio Oliva                                           | Sergio Oliva                     | $1,000   |
| 5  | 1969  | Sergio Oliva                                           | Sergio Oliva                     | $1,000   |
| 6  | 1970  | Arnold Schwarzenegger                                  | Arnold Schwarzenegger            | $1,000   |
| 7  | 1971  | Arnold Schwarzenegger                                  | Arnold Schwarzenegger            | $1,000   |
| 8  | 1972  | Arnold Schwarzenegger                                  | Arnold Schwarzenegger            | $1,000   |
| 9  | 1973  | Arnold Schwarzenegger                                  | Arnold Schwarzenegger            | $1,000   |
| 10 | 1974  | Arnold Schwarzenegger (poids lourd et dans l'ensemble) | Franco Columbu (poids léger)     | $1,000   |
| 11 | 1975  | Arnold Schwarzenegger (poids lourd et dans l'ensemble) | Franco Columbu (poids léger)     | $2,500   |
| 12 | 1976  | Franco Columbu (poids léger et dans l'ensemble)        | Ken Waller (poids lourd)         | $5,000   |
| 13 | 1977  | Frank Zane (poids léger et dans l'ensemble)            | Robby Robinson (poids lourd)     | $5,000   |
| 14 | 1978  | Frank Zane (poids léger et dans l'ensemble)            | Robby Robinson (poids lourd)     | $15,000  |
| 15 | 1979  | Frank Zane (poids léger et dans l'ensemble)            | Mike Mentzer (poids lourd)       | $25,000  |
| 16 | 1980  | Arnold Schwarzenegger                                  | Arnold Schwarzenegger            | $25,000  |
| 17 | 1981  | Franco Columbu                                         | Franco Columbu                   | $25,000  |
| 18 | 1982  | Chris Dickerson                                        | Chris Dickerson                  | $25,000  |
| 19 | 1983  | Samir Bannout                                          | Samir Bannout                    | $25,000  |
| 20 | 1984  | Lee Haney                                              | Lee Haney                        | $50,000  |
| 21 | 1985  | Lee Haney                                              | Lee Haney                        | $50,000  |
| 22 | 1986  | Lee Haney                                              | Lee Haney                        | $55,000  |
| 23 | 1987  | Lee Haney                                              | Lee Haney                        | $55,000  |
| 24 | 1988  | Lee Haney                                              | Lee Haney                        | Inconnu  |
| 25 | 1989  | Lee Haney                                              | Lee Haney                        | Inconnu  |
| 26 | 1990  | Lee Haney                                              | Lee Haney                        | $100,000 |
| 27 | 1991  | Lee Haney                                              | Lee Haney                        | $100,000 |
| 28 | 1992  | Dorian Yates                                           | Dorian Yates                     | $100,000 |
| 29 | 1993  | Dorian Yates                                           | Dorian Yates                     | $100,000 |
| 30 | 1994  | Dorian Yates                                           | Dorian Yates                     | $100,000 |
| 31 | 1995  | Dorian Yates                                           | Dorian Yates                     | $110,000 |
| 32 | 1996  | Dorian Yates                                           | Dorian Yates                     | $110,000 |
| 33 | 1997  | Dorian Yates                                           | Dorian Yates                     | $110,000 |
| 34 | 1998  | Ronnie Coleman                                         | Ronnie Coleman                   | $110,000 |
| 35 | 1999  | Ronnie Coleman                                         | Ronnie Coleman                   | $110,000 |
| 36 | 2000  | Ronnie Coleman                                         | Ronnie Coleman                   | $110,000 |
| 37 | 2001  | Ronnie Coleman                                         | Ronnie Coleman                   | $110,000 |
| 38 | 2002  | Ronnie Coleman                                         | Ronnie Coleman                   | $110,000 |
| 39 | 2003  | Ronnie Coleman                                         | Ronnie Coleman                   | $110,000 |
| 40 | 2004  | Ronnie Coleman                                         | Ronnie Coleman                   | $120,000 |
| 41 | 2005  | Ronnie Coleman                                         | Ronnie Coleman                   | $150,000 |
| 42 | 2006  | Jay Cutler                                             | Jay Cutler                       | $155,000 |
| 43 | 2007  | Jay Cutler                                             | Jay Cutler                       | $155,000 |
| 44 | 2008  | Dexter Jackson                                         | Dexter Jackson                   | $155,000 |
| 45 | 2009  | Jay Cutler                                             | Jay Cutler                       | $200,000 |
| 46 | 2010  | Jay Cutler                                             | Jay Cutler                       | $200,000 |
| 47 | 2011  | Phil Heath                                             | Phil Heath                       | $200,000 |
| 48 | 2012  | Phil Heath                                             | Phil Heath                       | $250,000 |
| 49 | 2013  | Phil Heath                                             | Phil Heath                       | $250,000 |
| 50 | 2014  | Phil Heath                                             | Phil Heath                       | $275,000 |
| 51 | 2015  | Phil Heath                                             | Phil Heath                       | $400,000 |
| 52 | 2016  | Phil Heath                                             | Phil Heath                       | $400,000 |
| 53 | 2017  | Phil Heath                                             | Phil Heath                       | $400,000 |
| 54 | 2018  | Shawn Rhoden (en)                                      | Shawn Rhoden (en)                | $400,000 |
| 55 | 2019  | Brandon Curry (en)                                     | Brandon Curry (en)               | $400,000 |
| 56 | 2020  | Mamdouh "Big Ramy" Elssbiay (en)                       | Mamdouh "Big Ramy" Elssbiay (en) | $400,000 |
| 57 | 2021  | Mamdouh "Big Ramy" Elssbiay (en)                       | Mamdouh "Big Ramy" Elssbiay (en) | $400,000 |
| 58 | 2022  | Hadi Choopan                                           | Hadi Choopan                     | $400,000 |
| 59 | 2023  | Derek Lunsford (en)                                    | Derek Lunsford (en)              | $400,000 |
| 60 | 2024  | Samson Dauda (en)                                      | Samson Dauda (en)                | $600,000 |

Nombre de victoires
| Nombre de victoires totales | Gagnants                         | Années de victoires                            |
| --------------------------- | -------------------------------- | ---------------------------------------------- |
| 8                           | Lee Haney                        | 1984, 1985, 1986, 1987, 1988, 1989, 1990, 1991 |
| 8                           | Ronnie Coleman                   | 1998, 1999, 2000, 2001, 2002, 2003, 2004, 2005 |
| 7                           | Arnold Schwarzenegger            | 1970, 1971, 1972, 1973, 1974, 1975, 1980       |
| 7                           | Phil Heath                       | 2011, 2012, 2013, 2014, 2015, 2016, 2017       |
| 6                           | Dorian Yates                     | 1992, 1993, 1994, 1995, 1996, 1997             |
| 4                           | Jay Cutler                       | 2006, 2007, 2009, 2010                         |
| 3                           | Sergio Oliva                     | 1967, 1968, 1969                               |
| 3                           | Frank Zane                       | 1977, 1978, 1979                               |
| 2                           | Larry Scott                      | 1965, 1966                                     |
| 2                           | Franco Columbu                   | 1976, 1981                                     |
| 2                           | Robby Robinson                   | 1977, 1978                                     |
| 2                           | Mamdouh "Big Ramy" Elssbiay (en) | 2020, 2021                                     |
| 1                           | Mike Mentzer                     | 1979                                           |
| 1                           | Chris Dickerson                  | 1982                                           |
| 1                           | Samir Bannout                    | 1983                                           |
| 1                           | Dexter Jackson                   | 2008                                           |
| 1                           | Shawn Rhoden (en)                | 2018                                           |
| 1                           | Brandon Curry (en)               | 2019                                           |
| 1                           | Hadi Choopan                     | 2022                                           |
| 1                           | Derek Lunsford (en)              | 2023                                           |